# アルバート・フランシス・カポネ
アルバート・フランシス・“ソニー”・カポネ（Albert Francis "Sonny" Capone, 1918年12月4日 - 2004年7月8日）は、アル・カポネの息子。通称ソニー。名付け親はジョニー・トーリオ。

## 来歴
ニューヨーク市ブルックリンに生まれる。生まれたときは健康だったが、成長するにつれて病弱であることがはっきりしてきた。しだいに難聴にもなっていった。感染症にも次々とかかっていたため、子供の頃は家に引きこもりがちだった。乳様突起炎になり耳が遠くなった。抗生物質が普及していない時代で手術が必要だったが、当時住んでいたシカゴには治せる医者がいなかったため、シカゴを諦めてニューヨークの専門医に手術を頼んだ。耳は遠くなったが、一命を取り留めたということで手術は成功した。このときアル・カポネは10万ドルの謝礼を払うといったが、医師は通常料金しか受け取らなかった。
難聴という障害があったが、1937年にノートルダム大学に入学した。このときソニーはアル・ブラウン（父親のアルも昔使ったことのある偽名のひとつ）という偽名を使っていた。しかし、ソニーは入学してまもなく、自分がアル・カポネの息子だという身元が発覚してしまい退学せざるを得なくなってしまう。その後、当時母親が住んでいたフロリダへもどり、本名でマイアミ大学に入り、経営学の学位をとろうと必死で勉強して、1941年に目的を達成した。
1941年12月30日にフロリダ州デイド郡でダイアナ・ルース・ケーシーと結婚する。後に離婚。
ある時、シカゴのギャングスターの代表がソニーに暗黒街でもっと積極的な働きをするように働きかけた。そのことを母親のメエに話すと反対された。
ソニーはアル・カポネのかつての部下のフランキー・ラ・ポルテやマレー・ハンフリーズなどから送金を受けていた。ソニーはマイアミでレストランを開き、レストランを拡張しようとして2万4千ドルの融資を頼んだが、シカゴのギャングスターたちは彼の希望を断った。
1965年8月にノース・マイアミ・ビーチのスーパーマーケットで万引きをして捕まった。ソニーはこの店の常連客で店の支配人とも顔馴染みだった。彼は2年間の保護観察に服した。
その後、ソニーはアルバート・フランシス・カポネからアルバート・フランシスに正式に改名した。2004年、フロリダで死去。